# Джеррі Крафт
Джеррі Крафт (англ. Jerry Craft; нар. 22 січня 1963, Нью-Йорк) — американський автор коміксів й ілюстратор дитячих книг, знаний завдяки газетному коміксу «Mama's Boyz» і графічним романам «New Kid», «Class Act» і «School Trip».

## Ранні роки
Виріс у Вашингтон-Гайтс і навчався у Школі етичної культури Філдстона. 1984 року закінчив Школу образотворчих мистецтв зі ступенем бакалавра образотворчих мистецтв у галузі медіамистецтв.

## Кар'єра
Дванадцять років пропрацював копірайтером у різних рекламних агентствах, протягом яких також працював над коміксами за проєктами Marvel Comics і Harvey Comics. Перейшовши до King Features Syndicate, вісім років писав рекламні брошури. Робота King Features сприяла синдикації «Mama's Boyz» Крафта з 1995 року.
Пізніше Крафт працював редактором вебсайту Sports Illustrated for Kids, його досягнення номінували на премію «Нові медіа» від Національного товариства коміксів за серію популярних мультфільмів у форматі Flash. У жовтні 2006 року залишив вебсайт, щоб повністю присвятити себе створенню коміксів.
Крафт регулярно проводить майстер-класи з малювання коміксів у школах, таборах і бібліотеках.
27 січня 2020 року «New Kid» відзначений медаллю Ньюбері, ставши першим графічним романом, який отримав цю нагороду. Роман також отримав авторську премію імені Коретти Скотт Кінг та премію Кіркуса 2020 року.

### «Mama's Boyz»
«Mama's Boyz» розповідає про життя афроамериканської матері-одиначки Полін Портер та її двох синів-підлітків Тайрелла та Юсуфа. Серед інших персонажів — брат Полін, Грег і їхні батьки.
«Mama's Boyz» є продовженням попереднього стріпу «The Outside View», який Крафт вперше самостійно опублікував 1987 року. 1990 року адаптував деякі елементи «The Outside View» для створення «Mama's Boyz», який самостійно розповсюдив у нью-йоркській газеті «The City Sun», а згодом і в низці інших щотижневих газет у всій країні. 1995 року «Mama's Boyz» придбали для щотижневого синдикування компанією King Features.
Комікс «Mama's Boyz» отримав похвалу у збірці «Чудові книги для афроамериканських дітей», а також були представлені у збірках «Курячий бульйон для афроамериканської душі», «Курячий бульйон для афроамериканської жіночої душі» та «Повний посібник ідіота з написання комедій». Персонажі «Mama's Boyz» також виступають офіційними «речниками» афроамериканської програми Американської діабетичної асоціації.

### «New Kid»
Опублікований 2019 року графічний роман «New Kid» розповідає історію Джордана Бенкса, афроамериканського семикласника, який навчається у переважно білій заможній приватній школі. Роман є частково автобіографічним романом про дорослішання. Як один з небагатьох афроамериканських учнів у своїй школі, Джордан щодня стикається з мікроагресією.

## Особисте життя
У Крафта було двоє синів, Джейлен й Арен. Арен помер 8 лютого 2024 року, у 24 роки. Перед смертю разом зі своїм братом і батьком написав книгу «The Offenders: Saving the World While Serving Detention!». Крафт живе у Норволку, штат Коннектикут.

## Нагороди
- Медаль Ньюбері за «New Kid» 2020 року
- Премія Glyph Awards 2013 року — Найкращий комікс або вебкомікс за «Mama's Boyz»[15]
- Премія афроамериканської літератури 2009 року.
- Нагорода «Початок розмови» 2007 року — Кампанія щодо запобігання підлітковій вагітності

- Премія афроамериканської літератури 2004 року
- Нагорода Американської діабетичної асоціації видатному прихильнику (двічі)
- Національне товариство коміксів — номінація[16]

### КолекціїMama's Boyz
- As American as Sweet Potato Pie! (American Publishing Company, 1997)
- Home Schoolin' — Because Learning Shouldn't Stop at 3 O'Clock (Mama's Boyz, Inc., 2007) — схвалений Teachers Against Prejudice і Comics in the Classroom
- The Big Picture: What you Need to Succeed! (Mama's Boyz, Inc., 2010)[17]

### Як ілюстратор
- (разом з письменницею Лорі Нельсон) Hillary's Big Business Adventure (Nelson, 2008)
- (разом з письменницею Марго Канделаріо) Looking to the Clouds for Daddy (Karen Hunter Media, 2009)
- (разом з письменником Девідом Міллером) Khalil's Way (Urban Leadership Institute, 2012)